# Coniopteryx (Coniopteryx) abdominalis
Coniopteryx (Coniopteryx) abdominalis is een insect uit de familie van de dwerggaasvliegen (Coniopterygidae), die tot de orde netvleugeligen (Neuroptera) behoort. 
Coniopteryx (Coniopteryx) abdominalis is voor het eerst wetenschappelijk beschreven door Okamoto in 1905.